# 渡辺秀実
渡辺 秀実（わたなべ しゅうじつ、安永7年（1778年） - 文政13年9月26日（1830年11月11日））は、江戸時代後期の画家。秀実は名。字を元成。鶴洲・親仁堂・居易主人などと号した。通称常次。肥前国長崎の人。

## 略伝
唐絵目利の渡辺秀詮の実子。父が43歳のときに生まれた。画はこの父に学び、かたわら南蘋派の真村廬江にも教えを受ける。南蘋派の華麗な画風と北宗画の力強い画風を併せ持つ画風であった。
享和2年（1802年）、唐絵目利職に就任。同時に渡辺家7代の家督を世襲した。しかしなぜか御用絵師にはなっていない。先輩の石崎融思とは対照的で「性狷介にして妄りに交わるを喜ばず」と評されている。両者にはなんらかの確執があったものと推定される。渡辺家初代秀石とその師の小原慶山を生涯にわたって敬慕した。
『長崎画人伝』・『歴代画家提要』（1825年）を著している。また流派確立のために夥しい数の粉本の収集・整理に尽力したが、嫡男の秀乾の夭折（文政12年・1829年）によりこの粉本は散逸した。
門弟に荒木千洲・村田鶴皐などがいる。

## 作品
- 「菊石図」神戸市立博物館